# Università cinese di Hong Kong
L'Università cinese di Hong Kong (cinese: 香港中文大學; inglese: The Chinese University of Hong Kong o CUHK) è una delle nove università presenti in Hong Kong. L'ateneo, fondato nel 1963, si trova a Ma Liu Shui, area del distretto Sha Tin di Hong Kong.
Le lingue usate per l'insegnamento sono il cinese, il cantonese e l'inglese.